# Пишванов, Александр Михайлович
Александр Михайлович Пишванов (21 октября 1893, Новочеркасск — 1964, Нью-Йорк, Нью-Йорк) — российский военный лётчик, ас истребительной авиации Первой мировой войны. В период с 21 марта по 7 июля 1917 года Александр Пишванов на «Ньюпоре-21» сбил пять вражеских самолётов. Участник белого движения. С 1928 года гражданин США, где работал инженером в авиастроительных компаниях «Sikorsky Aircraft Corporation» и «Seversky Aircraft Company».

## Биография
Александр Михайлович Пишванов родился 21 октября 1893 года в Новочеркасске. Семья, где помимо Александра было еще 10 детей, занималась поставками лошадей для кавалерии и пшеницы. Александр не хотел заниматься разведением лошадей, но любил заниматься сельскохозяйственными машинами, которые были на их хуторе. В результате чего поступил в техническое училище, где получил специальность инженера. Во время учёбы Пишванов заинтересовался авиацией. Первый полёт совершил в 1912 году, позднее прошёл обучение в Одесской авиашколе и в октябре 1913 года получил диплом лётчика, за номером 190.

### Первая мировая война
Александр Пишванов был зачислен на службу сразу с началом военных действий. В качестве рядового кавалерии к лету 1915 году Пишванов был награждён Георгиевским крестом всех четырёх степеней. После чего был переведён в авиацию и осенью 1915 года начал обучение в авиационной школе в Севастополе, где тренировался на самолётах французской фирмы «Фарман» (фр. Avions Farman), а с 28 января 1916 года на «Вуазенах» (фр. Voisin Frères). Александр Пишванов закончил обучение в апреле 1916 года в звании унтер-офицера.
В начале мая 1916 Александр Пишванов был отправлен в 27-й корпусной авиационный отряд, где летал на двухместном самолёте-разведчике. 11 июня Пишванов на высоте 2000 метров столкнулся с немецким «Альбатросом» (нем. Albatros Flugzeugwerke), и хотя победа является неподтверждённой, считается, что это была первая воздушная победа Александра. Через два месяца его отправили в Москву, где в лётном училище он переобучался на лётчика-истребителя. 9 июля Пишванов получил квалификацию полётов на «Ньюпорах», и 7 августа был отправлен в 10-й истребительный авиаотряд, сосредоточенный на тот момент недалеко от Волыни, юго-западном конце Восточного фронта. Свой первый боевой вылет Александр совершил на биплане «Ньюпор-9», снаряжённом пулемётом Льюиса, 2 октября 1916 года. В декабре отряд был передислоцирован в Румынию, где занимался патрулированием и охранной понтонных мостов через Дунай. К началу марта 1917 года Пишванов совершил около 50 боевых вылетов и имел более 80 часов налёта
21 и 28 марта 1917 года, недалеко от Галаца Александр сбил два вражеских транспортных самолёта, после чего ему было присвоено звание прапорщика и присуждён орден Святой Анны 4-й степени. 15 апреля Пишванов на пару с румынским лётчиком сбили ещё один самолёт противника, но это победа не была подтверждена. 26 июня в тяжёлом бою с четырьмя самолётами противника, несмотря на заклинивший в начале боя пулемёт и бросаемые из ближайших вражеских машин гранаты, Александр смог перезарядить пулемёт и вместе с подоспевшими на помощь двумя французскими истребителями одержать ещё одну победу, за которую получил орден Святого Станислава 3-й степени. 4 июля Пишванов участвовал в пяти боевых столкновениях вдоль реки Сирет, и в последнем сбил Австро-Венгерский разведчик «Hansa-Brandenburg C.I». Последнюю подтверждённую победу Александр одержал 7 июля, когда, несмотря на ранение в ногу, сбил над рекой вражеский самолёт-разведчик. За этот бой он был награждён орденами Святого Георгия 4-й степени и Святого Владимира 4-й степени с мечами и бантом. Кроме того 9 июля Пишванов был удостоен звания военного лётчика приказом Верховного Главнокомандующего за номером 599.
11 июля 1917 году Пишванов снова получил ранение: потерял два пальца правой руки. 5 сентября Александр пересел на «Ньюпор-17», на котором летал до октября. В декабре Пишванов получил звание поручик и был отправлен в родной Новочеркасск, где вступил в созданную в результате Октябрьской революции Добровольческую армию.

### Послевоенное время
В течение лета 1917 года Пишванов летал на британском одноместном истребителе «Sopwith Camel», участвовал в операциях 6-го авиационного отряда против Красной армии, упоминался в приказах генерал-лейтенанта Александра Кутепова. В связи с начавшимся отступлением Добровольческой армии, к 1920 году 6-й авиационный отряд был передислоцирован в Грозный, откуда Пишванов и несколько его товарищей, чтобы не попасть в плен к большевикам, совершают перелёт в новообразованную независимую Грузию, где присоединяются к грузинской армии и получают зачисление тифлисскую автомобильную роту. Когда в начале 1921 года начинается Советизация Грузии, Пишванов через Иран бежит в Великобританию. Там Александр некоторое время работает на Королевские военно-воздушные силы в качестве пилота-инструктора.
В 1926 году Александр Пишванов эмигрирует в Соединённые Штаты Америки, где в качестве инженера устраивается в авиастроительную компанию «Sikorsky Aircraft Corporation». В 1928 году Пишванов получил американское гражданство. В 1931 году он переходит на работу к своему товарищу, тоже эмигранту, Александру Северскому в «Seversky Aircraft Company». В 1942 году Пишванов помогал Северскому и компании Уолта Диснея в создании пропагандистского фильма «Воздушная мощь — путь к победе» (англ. Victory Through Air Power). Умер Александр Пишванов в 1964 году в Нью-Йорке (в некоторых источниках — 1966 году). Согласно данным сообщества Underhill Society of America Александр был женат на Тельме Уикс Пауэлл (англ. Thelma Weeks Powell, 19 января 1915 года — июль 1979 года), причём свадьба состоялась 4 октября 1963 года (в 1975 году Тельма Пауэлл стала второй женщиной, занимавшей пост президента Underhill Society of America).

## Награды
- Георгиевский крест всех четырёх степеней.
- Орден Святого Георгия 4-й степени[источник не указан 2446 дней].
- Орден Святого Станислава 3-й степени.
- Орден Святого Владимира 4-й степени с мечами и бантом.
- Орден Святой Анны 4-й степени с надписью «За храбрость»[3].